# Villazón (Salas)
Villazón es una parroquia del concejo español de Salas, en la comunidad autónoma de Asturias. 

## Geografía
Su superficie es de 17,7 km².

## Historia
Hacia mediados del siglo XIX, la parroquia, ya por entonces perteneciente al municipio de Salas, tenía contabilizada una población de 1000 habitantes. Aparece descrita en el decimosexto y último volumen del Diccionario geográfico-estadístico-histórico de España y sus posesiones de Ultramar de Pascual Madoz con las siguientes palabras:

VILLAZON ó QUINTANA (Santiago): felig. en la prov. y dióc. de Oviedo (6 1/2 leg.), part. jud. de Belmonte (3), ayunt. de Salas (1/2). sit. en las inmediaciones del r. Narcea, con libre ventilacion, clima templado y sano. Tiene 200 casas en los l. de Espinedo, Figares, Loriz, Quintana y barrios de Arrojo, Llamas, Monteagudo, Rabadiello y Villarraba. Hay escuela de primeras letras frecuentada por 60 niños y dotada con 800 rs. anuales. La igl. parr. (Santiago) está servida por un cura de ingreso y patronato real. Tambien hay 5 ermitas insignificantes. Confina N. Camuño; E. Cornellana; S. Obanes, y O. Villamar. El terreno es de buena calidad; le cruzan 2 riach. que nacen en la sierra de Salas y van á desaguar al Narcea. Hay 2 caminos, uno de ellos dirige á la cap. del part. y el otro á Luarca, este se encuentra en mal estado. prod.: maiz, escanda, patatas,  habas, centeno, castañas, nueces, cerezas, manzanas y otras frutas; se cria ganado vacuno, de cerda, lanar y caballar; caza de perdices, y pesca de truchas. ind.: la agrícola y 9 molinos harineros. pobl.: 200 vec., 1,000 almas. contr. con su ayunt. (V.).
(Madoz, 1850, p. 309)

## Geografía humana

### Organización territorial
La entidad colectiva de población de Villazón está compuesta por las siguientes entidades singulares:
- Allence
- Arrojo (Arroxu)[1]
- Espinedo (Espinéu)[1]
- Figares
- Lorís (Llourís)[1]
- Llamas
- Monteagudo
- Quintana
- Rabadiello (Rabadiellu)[1]
- Villacarisme
- Villarraba
- La Calzada
- Grigú (El Grigú)[1]
- Villampero (Villampeiru)[1]

### Demografía
En 2023, la entidad colectiva de población de Villazón tenía empadronados 257 habitantes.

## Patrimonio
La iglesia de Santiago de Villazón se encuentra situada en Quintana dominando la Vega de Villazón y el Camino de Santiago. La iglesia fue reformada en 2013, siendo reinaugurada con una misa oficiada por monseñor Jesús Sanz Montes, arzobispo de Oviedo.